# 国際水上スキー&ウェイクボード連盟
国際水上スキー&ウェイクボード連盟（こくさいすいじょうスキー&ウェイクボードれんめい、International Wateski & Wakeboard Federation）は、スイスウンターエゲリに本部を置く水上スキー、ウェイクボードの国際競技連盟である。
1946年7月27日に国際水上スキー連盟としてスイス、ジュネーヴにて発足。1955年8月12日に世界水上スキー連盟に改称し、1967年にはテヘランで行われた国際オリンピック委員会総会で初めて認められた。1972年のミュンヘンオリンピックでは初めてデモンストレーション競技として採用された。1989年1月1日に国際水上スキー連盟に戻す。1998年には国際オリンピック委員会に正式に加盟した。国際オリンピック委員会も水上スキー、ウェイクボードをウォータースポーツとして公式に認識しているため、2009年9月12日に水上スキー、ウェイクボードの発展を目的に、国際水上スキー&ウェイクボード連盟に改称。
2011年現在、アジア、中東、オーストラリア、ヨーロッパ、アフリカ、北米、中米、南米の90機関と52000社の企業、30万人の参加者によって構成されている。

## イベント
- 世界水上スキー選手権